# Карбоне (Потенца)
Карбоне (итал. Carbone) је насеље у Италији у округу Потенца, региону Базиликата.
Према процени из 2011. у насељу је живело 683 становника. Насеље се налази на надморској висини од 737 м.

## Становништво
| 1951. | 1961. | 1971. | 1981. | 1991. | 2001. | 2011. |
| ----- | ----- | ----- | ----- | ----- | ----- | ----- |
| 2.124 | 2.049 | 1.842 | 1.456 | 1.171 | 853   | 705   |